# 플로린다 보우캉
플로린다 보우캉(Florinda Bolkan, 1941년 2월 15일 ~ )은 브라질의 배우이다.

## 출연 작품
- 벨라 도나 (1998)
- 밀리언스 - 화려한 유혹 (1991)
- 리오의 도망자 (1988)
- 젊은 연인들 (1988)
- 누드 트랩 (1986, La Gabbia)
- 시실리 마피아 (1984)
- 유물 (1978)
- 짧은 휴가 (1975)
- 플라비아 (1974)
- 마스터 터치 (1972)
- 블랙 레몬 (1970)
- 완전 범죄 (1970)
- 마지막 계곡 (1970)
- 어느 날 밤의 만찬 (1969, Metti, una sera a cena)
- 지옥에 떨어진 용감한 자들 (1969)